# Bathyphantes canadensis
Bathyphantes canadensis là một loài nhện trong họ Linyphiidae.
Loài này thuộc chi Bathyphantes. Bathyphantes canadensis được James Henry Emerton miêu tả năm 1882.